# Directors Guild of America Award de la meilleure réalisation pour un programme sportif
Le Directors Guild of America Award de la meilleure réalisation pour un programme sportif est une récompense décernée de 1985 à 1991 par la Directors Guild of America durant ses prix annuels.
Les Sports Emmy Awards n'ont pas de prix équivalent, ils récompensent surtout les programmes.

## Palmarès
- 1985 : Sandy Grossman – Super Bowl XVIII
  - Larry Kamm, Bob Lanning et Norman Samet – Gymnastique aux Jeux olympiques d'été de 1984
  - Doug Wilson – Patinage artistique aux Jeux olympiques de 1984
- 1986 : Andy J. Kindle et David Michaels – Tour de France 1985
  - David Caldwell – Championnats du monde de patinage artistique 1985
  - Edward Nathanson, Harold R. Cline et Bob Levy – Finale du simple messieurs du tournoi de Wimbledon 1985
- 1987 : Harry J. Coyle – Série mondiale 1986 de baseball
  - Andy Kindle et David Michaels – Tour de France 1986
  - Doug Wilson – Championnats des États-Unis de patinage artistique 1986
- 1988 : Robert A. Fishman –  Finale du championnat NCAA de basket-ball 1988
  - Sanford Grossman – Super Bowl XXI
  - Edward Nathanson – Championnat AFC de la saison 1987 de la NFL
- 1989 : Harry J. Coyle – Série mondiale 1988 de baseball
  - Robert Fishman – Finale du championnat NCAA de basket-ball 1988
  - Larry Kamm – Super Bowl XXII
  - Donald Ohlmeyer & Roger Goodman – 500 miles d'Indianapolis 1988
- 1990 : Robert A. Fishman – US Open de tennis 1989
  - Craig Janoff – Série mondiale 1989 de baseball
  - Edward Nathanson – Super Bowl XXIII
- 1991 : Robert Fishman – 4e match de la série de championnat de la Ligue américaine de baseball 1990
  - William Webb – Kentucky Derby 1990
  - Doug Wilson – Patinage de Brian Boitano et Katerina Witt